# هيردان
هَيْرُدان شائع أو الأعشاب المنجلية أو طويل الورق (الاسم العلمي: Falcaria vulgaris)، هو النوع الوحيد في جنس الهيردان. إنها عشبة ثنائية الحول كروية الشكل. إزهاره يستمر من يونيو إلى ويوليو. ينمو في أوروبا وسيبيريا والشرق الأوسط وشمال إفريقيا وشمال وجنوب أمريكا. يحتوي على قلويدات، كاروتين، فيتامين C، بروتينات.